# Berggimpel
Der Berggimpel (Carpodacus rubicilla) ist ein Singvogel aus der Familie der Finken. Die recht große Karmingimpel-Art besiedelt kahle Hochgebirgsregionen im Kaukasus und von Zentralasien über den Himalaya bis nach West- und Nordwestchina.

## Beschreibung

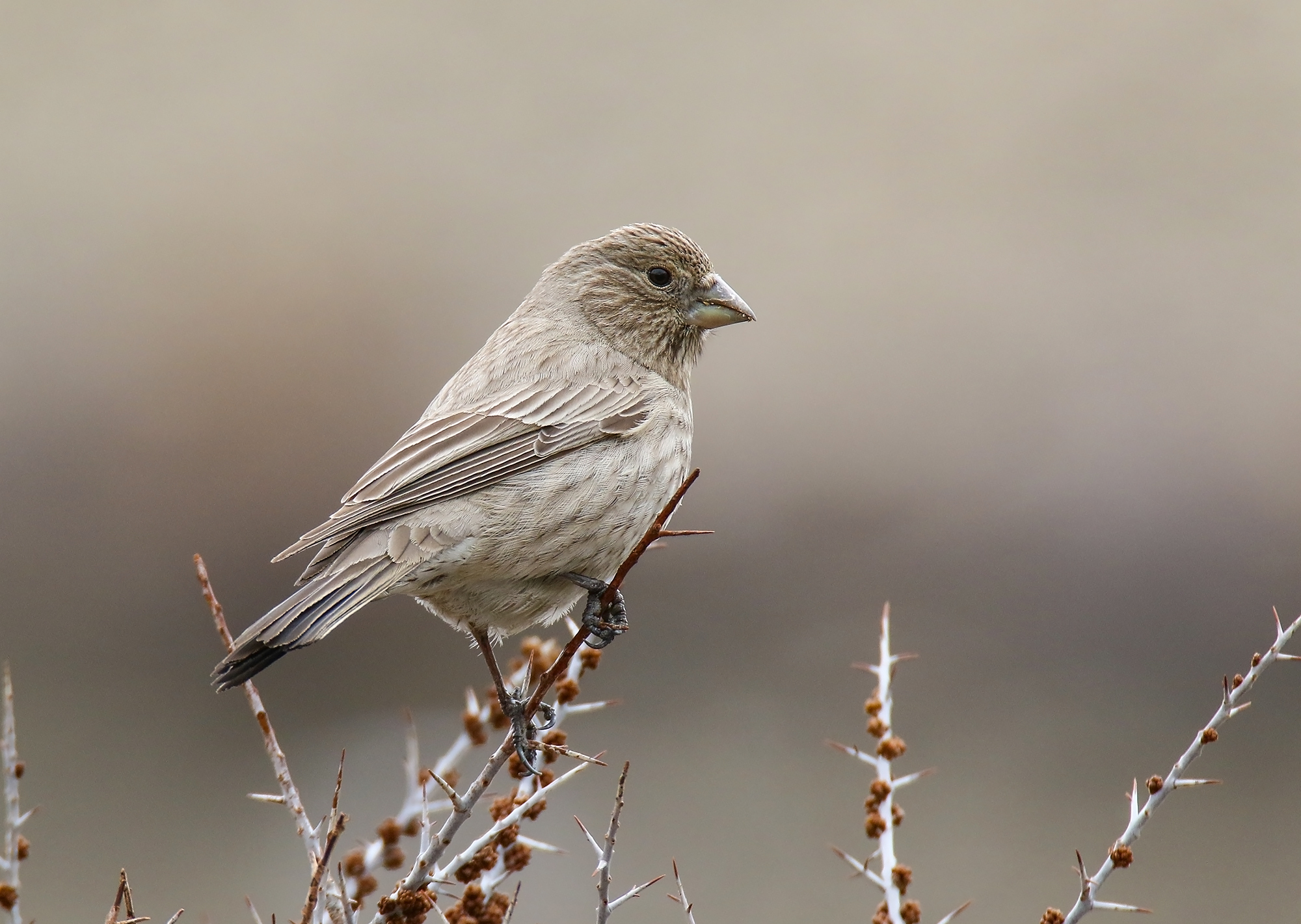
Weiblicher Berggimpel

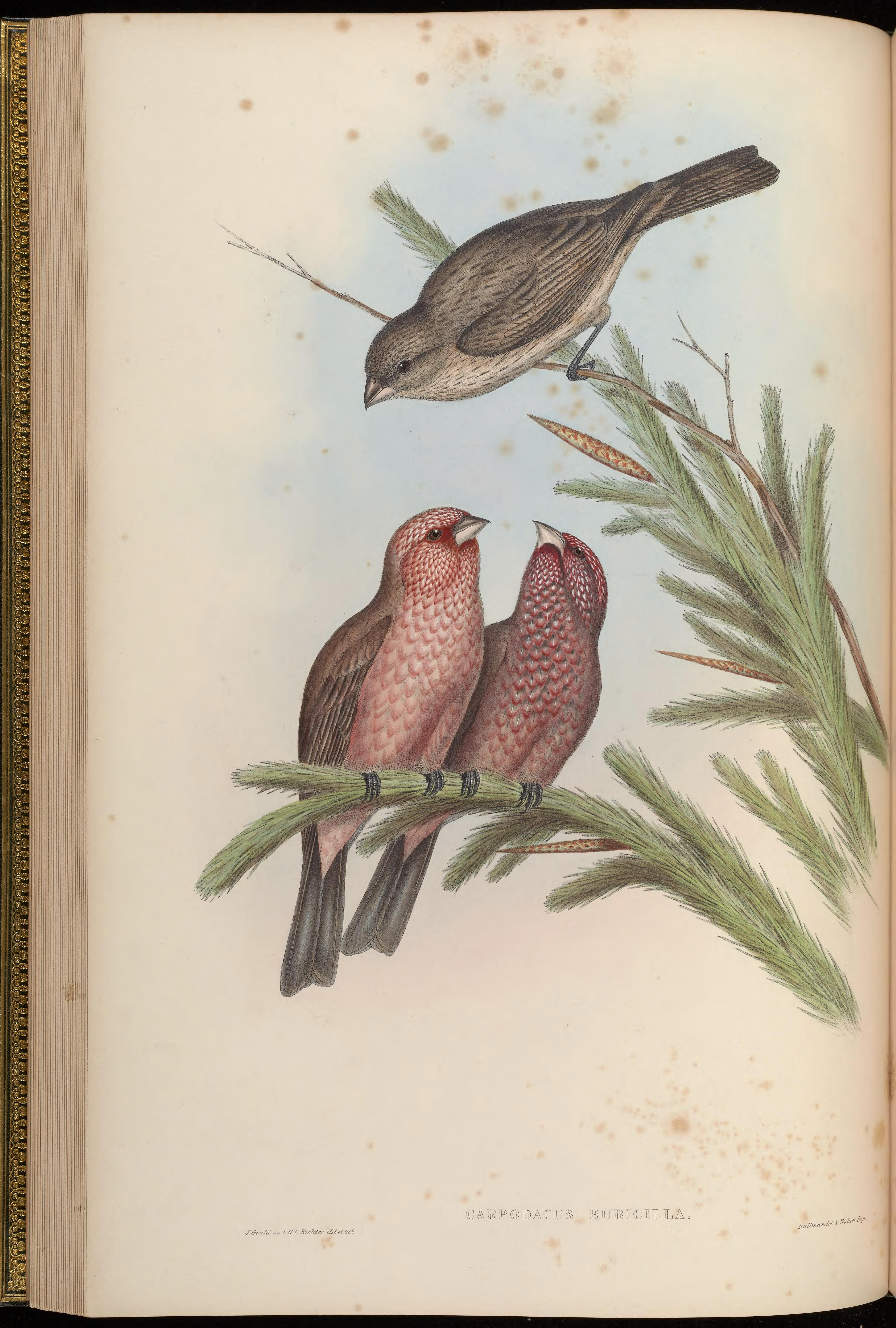
Berggimpel, Illustration

### Aussehen
Der Berggimpel ist mit 19–20 cm Körperlänge größer als ein Kernbeißer. Der hornfarbene Schnabel ist kräftig mit feiner Spitze. Die Brust wirkt ebenfalls kräftig, sowohl beim sitzenden, als auch beim fliegenden Vogel. Flügel und Schwanz wirken relativ lang. Der Flug ist kräftig und erfolgt in langgestreckten, tiefen Wellen. Das Flugbild erinnert bisweilen an eine Drossel oder eine große Lerche.
Die Flügellänge beträgt beim Männchen 113,5–121,5 mm, beim Weibchen 105–112,5 mm. Die Schwanzlänge liegt zwischen 83 und 92 mm.
Die Geschlechter unterscheiden sich deutlich in der Gefiederfärbung. Das Männchen ist am Kopf, dem Nacken, der Unterseite und dem unteren Rücken kräftig wein- bis himbeerrot gefärbt, am Bauch bisweilen etwas heller und in die blassrosa Unterschwanzdecken auslaufend. Im Bereich vor dem Auge ist diese Färbung besonders dunkel samtrot. Die rote Zeichnung ist mit hellen Federzentren durchsetzt, die zur Brust und vor allem zum Unterbauch hin sehr viel größer werden, so dass der Vogel am Kopf fein gepunktet, an der Brust gefleckt und am Unterbauch deutlich bis grob geschuppt wirkt. Die Ohrdecken sind verwaschen hell gestrichelt. Der Rücken ist braun und bisweilen von dunklen Schaftstreifen gestrichelt und teils weinrot überhaucht. Die Oberschwanzdecken sind bräunlich, der gegabelte Stoß schwarzbraun mit helleren, braunen Säumen. Die Armdecken sind ebenfalls dunkelbraun mit hellen, manchmal leicht rosa Säumen und hellen Spitzen. Alula, Handdecken und Schwungfedern sind schwarzbraun mit rötlichen Säumen und hellen Spitzen.
Dem Weibchen fehlen die roten Partien des Männchens, es ist komplett graubraun mit etwas hellerer Unterseite. Kopf und Rücken sind fein dunkel gestrichelt, der untere Rücken ist einfarbig grau. Die Unterseite ist relativ grob dunkel gestrichelt. Die äußeren beiden Federn des Stoßes tragen bisweilen einen feinen, weißen Saum. Vögel im Jugendkleid ähneln dem Weibchen, sind aber eher sandbraun. Der Schnabel ist einfarbig blassgrau.
Der Berggimpel ist dem Gebirgsgimpel, mit dem er in Mittelasien gemeinsam vorkommt, recht ähnlich. Insbesondere Weibchen oder Jungvögel sind häufig überhaupt nicht zu unterscheiden. Einzig die hellen Säume an den äußeren Schwanzfedern des Berggimpel-Weibchens können eine Unterscheidung bieten. Das Berggimpel-Männchen wirkt oberseits heller, ohne dunkle Streifung, die rötlichen Partien wirken weniger intensiv und die Unterseite ist gröber getupft. Der Berggimpel kann ebenfalls mit dem Felsengimpel verwechselt werden, der aber schlanker ist, rötlichere Gesichtspartien und eine gestreifte Oberseite zeigt.

### Stimme
Der Ruf ist ein hohes twoi oder ein hartes, sperlingsähnliches tijck, des oft im Flug geäußert wird. Der Gesang besteht aus reinen, klaren Strophen von geringem Tempo, die am Ende abfallen und ausklingen, wie etwa tju-tju-tju-tju-twütjut-tsü.

## Verbreitung und Geografische Variation
Ein Teilareal der Verbreitung liegt im Kaukasus, das zweite, sehr viel größere erstreckt sich von Zentralasien durch den Himalaya bis ins westliche und nordwestliche China. Es werden vier Unterarten beschrieben, die sich in der Intensität der roten Gefiederpartien sowie bezüglich der Körpermaße unterscheiden. Die größte Unterart ist severtzovi.
- C. r. rubicilla (Güldenstädt, 1775) – Mittlerer und östlicher Kaukasus
- C. r. diabolica (Koelz, 1939) – nordöstliches Afghanistan
- C. r. kobdensis (Sushkin, 1925) – mittlerer und südöstlicher russischer Altai bis in den äußersten Norden von Xinjiang und den mongolischen Altai, eventuell bis ins nordwestliche Gānsù, westliches Changai-Gebirge und Sajangebirge
- C. r. severtzovi (Sharpe, 1896) – Mittlerer Tian Shan und Pamir, ostwärts bis Westxinjiang und ins Kunlun-Gebirge, ostwärts bis Qinghai, im Süden vom Karakorum und Kaschmir durchs nördliche Punjab bis ins nördliche Nepal, Sikkim und das südöstliche Tibet

Die Art ist nicht selten und lokal häufig. Sie ist nicht bedroht.

## Lebensweise
Der Berggimpel bewohnt Hochtäler und -ebenen mit Geröll- und Blockhalden zwischen 2500 und 3500 m im Kaukasus und weiter östlich in Höhen zwischen 3630 und 5000 m. Im Himalaya ist er teilweise sogar in noch höheren Lagen anzutreffen. Er besiedelt hier sonnige Hänge die zumindest vereinzelt oder zerstreut mit Gräsern, Kräutern, Rhododendron oder Birken bestanden sind. Zudem ist er auf alpinen Matten, auf kahlen Vorgebirgshängen oder Äckern in der Nähe von Dörfern zu finden. Im Winter wandert er in niedrigere Lagen ab, die meist über 2600 – seltener über 1500 m – liegen. In Tibet ist er im Winter auch noch in Höhen bis zu 4240 m zu finden. Zu dieser Jahreszeit sucht er seine Nahrung auf Äckern oder in bebuschten Hängen.
Der Vogel ist meist einzeln oder paarweise, im Winter auch in kleinen Trupps zu beobachten. Er vergesellschaftet sich dann in Bereichen des gemeinsamen Vorkommens auch mit dem Gebirgsgimpel. Er sammelt seine Nahrung meist auf dem Boden und ernährt sich von den Sämereien alpiner Kräuter und Erbsensträuchern, Beeren und bisweilen Insekten.
Die Brutzeit liegt recht spät – meist nicht vor Ende Juli. Das Nest wird in Felsspalten oder unter Geröll errichtet.